# Mythicomyia levigata
Mythicomyia levigata är en tvåvingeart som beskrevs av Axel Leonard Melander 1961. Mythicomyia levigata ingår i släktet Mythicomyia och familjen svävflugor. Inga underarter finns listade i Catalogue of Life.